# زبيغنيو هوفمان
زبيغنيو هوفمان (بالبولندية: Zbigniew Hoffmann)‏ هو عالم سياسة بولندي، ولد في 5 يوليو 1963 في بوزنان في بولندا.